# ヘイジーIPA
ヘイジーIPAは、インディア・ペールエールの一種で、2004年にバーモント州ウォーターベリーのアルケミスト醸造所でジョン・キミックによって発明された。ニューイングランドIPA、ジューシーIPA、あまり使われないがバーモントIPAとも呼ばれる。
ドライホッピングによって生まれるジューシーな柑橘類とフローラルな風味が特徴で、ホップのアロマが強調され、苦味は控えめで、粘性を感じる滑らかな粘性や口当たり、透き通っておらず霞がかった外観を持つ。その外観が特徴とされるが、濁ったビールを作ること自体が目的ではないと話す醸造家も多い。トリリウム・ブリューイング社の醸造担当ディレクター、ザック・ペイジ氏は「濁りは、ホップの香りを最大限に引き出したビールを作ろうとする努力の副産物に過ぎません」と説明している。
ビアスタイルガイドラインの一つであるBJCPではスタイル名としてニューイングランドIPAを使用しているが、その説明内容に「このスタイルは今も進化を続けていますが、本質的にはより滑らかで、より濁っていて、よりジューシーなアメリカンIPAです。」とあり、ヘイジーIPAとニューイングランドIPAの間に本質的な差は無いと考えられる。
2018年にブルワーズ・アソシエーションによって、”Juicy or Hazy India Pale Ale”（ジューシーまたはヘイジーインディアペールエール）という独立したビアスタイルとして正式に認められた。具体的な地域を示すニューイングランドという語を使用せず、現在単にヘイジーIPAと呼ぶのが一般的。地域名を示すのはマーケティング上の都合であるという指摘もある。このスタイルのバリエーションとして、乳糖と時折フルーツを加えてヘイジーIPAをよりクリーミーにするミルクシェイクIPAがある。